# 3575 Anyuta
3575 Anyuta је астероид главног астероидног појаса чија средња удаљеност од Сунца износи 2,747 астрономских јединица (АЈ).
Апсолутна магнитуда астероида је 11,9.